# Just Look Up
Just Look Up è una canzone della cantante statunitense Ariana Grande e del rapper statunitense Kid Cudi. La canzone è stata scritta da entrambi gli artisti, insieme al compositore cinematografico statunitense Nicholas Britell e alla cantautrice statunitense Taura Stinson, per il film satirico di fantascienza del 2021 Don't Look Up (in cui entrambi gli artisti recitano). La canzone è stata pubblicata il 3 dicembre 2021 per lo streaming e il download digitale prima dell'uscita della colonna sonora.
Ariana Grande e Kid Cudi recitano nel film come la coppia perfetta della musica pop, Riley Bina e DJ Chello. In stile satirico, le notizie sulla loro relazione fluttuante dominano i media, eclissando le notizie dell'inevitabile distruzione della Terra. "Just Look Up" inizia come una canzone d'amore, poi si trasforma in un grido di battaglia per ascoltare il messaggio degli scienziati secondo cui all'umanità non rimane molto tempo su questo pianeta.

## Composizione
Nicholas Britell lesse una bozza della sceneggiatura e parlò per un po' di tempo con il regista del film Adam McKay. Andò al suo pianoforte e inventò una melodia "per il ritornello dove volevo che sembrasse che andasse verso l'alto". Suonò la canzone a Grande, che le chiese se poteva "entrare nella cabina e provare alcune cose. Lei fondamentalmente stese l'intera linea vocale superiore della canzone senza testo, semplicemente improvvisando il tutto". Britell disse che poi trovò difficile "scrivere il testo per una canzone che deve iniziare come una canzone d'amore e ruotare verso una canzone sull'esplosione" e renderla "convincente", così chiese aiuto a Taura Stinson, che disse di essere stata "intimidita" all'inizio ma che sentire la melodia di Grande l'aiutò a scrivere. Kid Cudi insistette per scrivere la sua strofa da solo.
Stinson ha detto che la canzone può essere intesa come "sull'inquinamento o sul cambiamento climatico o sul vaccino. Mentre ero seduto durante le vacanze con la mia famiglia e una mascherina, non è stato difficile capirlo". Britell è rimasto colpito nel ricevere il testo di Stinson, definendolo "una cosa così difficile da realizzare. È una canzone sincera e reale che per caso esprime questa spiegazione assurda di ciò che sta accadendo".

## Recensioni
McKay ha elogiato l'interpretazione della canzone da parte di Grande. Ariana, durante una prova del duetto con il suo co-protagonista e compagno di etichetta della Republic Records, Kid Cudi, ha iniziato a improvvisare e improvvisare testi che McKay ha definito "oro comico". 
Durante la scena del film in cui il personaggio di Grande esegue la canzone, McKay ha continuato dicendo che "Ariana l'ha cantata dal vivo. Ogni singola ripresa che abbiamo girato, l'ha cantata dal vivo dall'inizio alla fine. È stata una cosa incredibile".
Jazz Tangcay, un editore di Variety, ha elogiato la canzone su Twitter, definendola "un banger e una ballata". Ha aggiunto che la canzone "si sta schiantando contro la corsa alla canzone originale degli Oscar".
La canzone ha anche ricevuto elogi per il suo messaggio satirico e per la voce di Grande nella melodia, con il fondatore di AwardsWatch Erik Anderson che ha definito la canzone "fottutamente esilarante".
Nicholas Gaudet di MusicTalkers ha definito la canzone "sdolcinata e meravigliosamente tale. È una power-ballad rivisitata, ma allo stesso tempo così familiare".
Mitchell Peters di Billboard ha scritto "trova Grande che guida una ballata romantica con un tono meraviglioso e un cuore aperto, mentre Cudi impiega qualche secondo per dispiegare completamente il suo canto, ma sembra a suo agio quando arriva".

## Riconoscimenti
La canzone è stata nominata per la migliore canzone originale di Chicago Indie Critics, Hollywood Music in Media Awards, Critics' Choice Movie Awards, Denver Film Critics Society,DiscussingFilm Critics Awards, Georgia Film Critics Association e Hawaii Film Critics Society. Ha vinto il premio Society of Composers & Lyricists Award 2022 per la migliore canzone originale per una produzione multimediale comica o musicale.

## Live
Il 14 dicembre 2021, Cudi e Grande sono apparsi nella finale di stagione della serie canora americana The Voice, dove hanno eseguito insieme la canzone dal vivo per la prima volta.

## Classifiche
Just Look Up ha raggiunto il settimo posto nella classifica NZ Hot Singles e il 198º posto nella Billboard Global 200.

## Formazione
Crediti per "Just Look Up" adattato da AllMusic:
- Nicholas Britell – compositore, organo, pianoforte, produttore
- Ariana Grande – compositrice, artista principale
- Billy Hickey – ingegnere, mixaggio
- Kid Cudi – artista principale
- Randy Merrill – ingegnere di mastering
- Scott Mescudi – compositore
- Taura Stinson – compositrice
- Casey Stone – ingegnere
- William Sullivan – ingegnere